# Natkabine
Natkabine (russisk: Ночной извозчик) er en sovjetisk film fra 1928 af Georgij Tasin.

## Medvirkende
- Amvrosi Buchma som Gordej Jarosjjuk
- Maria Dyusimeter som Katia
- Nikolaj Nademskij
- Ju. Shumskij
- Karl Tomskij som Boris